# チョン・スンボム
チョン・スンボム（Jeon Seungbeom、1998年3月24日 - ）は、大韓民国出身の柔道家。階級は60kg級。身長162cm。

## 経歴
2018年のアジアジュニア60kg級で優勝した。2022年にはグランドスラム・パリの決勝で永山竜樹に敗れて2位だった。グランドスラム・東京では準々決勝で永山を破ると、準決勝では世界選手権2位であるモンゴルのエンフタイワン・アリウンボルド、決勝では近藤隼斗をそれぞれ破って、IJFワールド柔道ツアー初優勝を飾った。
IJF世界ランキングは4681ポイント獲得で7位（23/8/7現在）。

## 主な戦績
- 2018年 - アジアジュニア 優勝
- 2022年 - グランドスラム・パリ 2位
- 2022年 - グランドスラム・東京 優勝
- 2023年 -　ワールドユニバーシティゲームズ　3位

（出典、JudoInside.com）